# باروج
باروج یکی از روستاهای استان آذربایجان شرقی است که در دهستان ذوالبین بخش یامچی شهرستان مرند واقع شده‌است.

## موقعیت جغرافیایی باروج
باروج یکی از بزرگ‌ترین روستاهای دهستان ذوالبین یامچی باروج می‌باشد؛ که در یک منطقه جلگه ای واقع شده‌است. این روستا از شمال به لیوار و مشرق به‌آبادی گلعذار و از جنوب به اربطان و از مغرب به بخش یامچی محدود شده‌است. فاصله باروج تا یامچی حدود ۵ کیلومتر است.
ارتفاع باروج از سطح دریا حدود ۱۲۰۰ متر می‌باشد. میزان بارس سالانه حدود ۲۵۰ میلی‌متر باران و ۱۲۰ سانتی‌متر برف است. در طول دورة یخبندان حدود ۱۰۰ روز است که از آذرماه شروع و فروردین ماه پایان می‌یابد. بارش تگرگ در این روستا معمول است. اراضی آبی آن بیش از ۵۰۰ هکتار است و اراضی دیم آن ۲۰۰ هکتار و وسعت مراتع طبیعی ۲۰۰ هکتار است.

## قدمت و وجه تسمیه
باروج یا بارو که در تداول محلی باری نیز تلفظ می‌شود؛ در لغت به معنای حصار و دیواری است که به دور یک شهر کشیده می‌شود. بارو همیشه بابرج همراه بوده و اصطلاحاً برج و بارو گفته می‌شود. قلعه باروج در کنار این روستا واقع شده‌است. این قلعه قدیمی‌ترین تپه باستانی آذربایجان محسوب می‌شود و آثاری از دوران نئولیتیک تا دورة اسلامی در آن یافت شده‌است.
در دورة افشاریان پس از مرگ نادرشاه که طایفه یکانلو در منطقه مرند ساکن شدند و صاحب کار، در صحرای روستای باروج اقدام به ساختن شهرک نمودند. و عمارت‌ها و مساجد و کاروانسراها بنا نمودند؛ ولی حکام دنبلی بعدها به منطقه مسلط شدند و این شهرک را ویران نمودند. چنان‌که میرزا ابوالحسن خان زنوزی به این مسئله تأکید نموده‌اند این رویداد را بین سال‌های ۱۲۱۰ تا ۱۲۱۷ هـ. ق اتفاق افتاده‌است.
قلعه باری (باروج) (۱)
در ده کلیومتری شمال غربی مرند (در کنار غربی جاده مرند – یامچی) و بر کناره رود زیلبیر (ذوالبین) ونزدیکی روستای باری یک تپه عظیمی آرمیده‌است که باقیماندهٔ قلعه خاکی باستانی می‌باشد، گفته می‌شود این قلعه، قدیمی‌ترین تپه باستانی آذربایجان می‌باشد که در آنصورت باید قدمتی بیش از شش هزار سال داشته باشد. می‌توان اینطور فرض کرد که این قلعه دراواخر عمرباشکوه خود می‌تواند از جمله قلاع خاکی اورارتویی باشد که همانند قلعه یالدیر مرند جزو قلاع ۲۲گانه ای باشدکه در حمله سارگون دوم ویران گردیده‌است. این قلعه همانند دیگر قلاع باستانی مرند مورد کندوکاو علمی و باستانشناسی قرار نگرفته‌است. همه جای قلعه مورد تطاول غارتگران قرار گرفته‌است. از این قلعه سفال و جام و استخوان‌های متعدد از دوران باستانی بدست آمده‌است.
```
 برای روشن شدن تاریخ آذربایجان و بخصوص منطقه مرند کندوکاو علمی در این تپه و نیز تپه یالدیر که به گفته ولادیمیرمینورسکی آن نیز از سلسله قلاع خاکی اورارتوئی می‌باشد و نیز تپه باستانی گرگر و چندین قبرستان باستانی منطقه ضرورت دارد. قسمتی از دیوار قلعه (شارستان) بین باغات سالم دیده می‌شود.
```

## چشمه‌ها و قناتهای قدیمی باروج
برخی از چشمه‌ها و قنات‌های قدیمی باروج عبارتند از:
- صادق آباد
- رضاآباد
- مه بالی
- کهریز باروج
- گریز

## توسعه باروج
این روستا به تدریج گسترش می‌یابد. آثار این توسعه با ظهور محلات همراه است. با وجود آنکه دو محله شاهقلی و حاجی محمدلو از محلات قدیمی و محله مدرسه در دور و بر مدرسه، محله جدید باروح می‌باشند ولی این محلات به هیچ وجه ویژگیهای کامل یک محله را ندارند و یکپارچگی روستا محفوظ مانده‌است.

## دو نکته در مورد باروج!
1. یکی از احاق‌های قدیمی روستای باروج بابا غریب نام دارد که متأسفانه مورد غارت افراد سودجو قرار گرفته‌است.
2. این روستا دارای دو مسجد (کوچک و بزرگ) می‌باشد. برای امور کلی مذهبی از مسجد بزرگ و در امور جزئی از مسجد کوچک بهره می‌گیرند.